# 童诗白
童诗白（1920年—2005年），男，满族，奉天（今辽宁）沈阳人，中国电子学家，曾任清华大学教授。

## 家庭
父亲童寯。弟弟童林夙、童林弼。